# Standesherrschaft Lübbenau

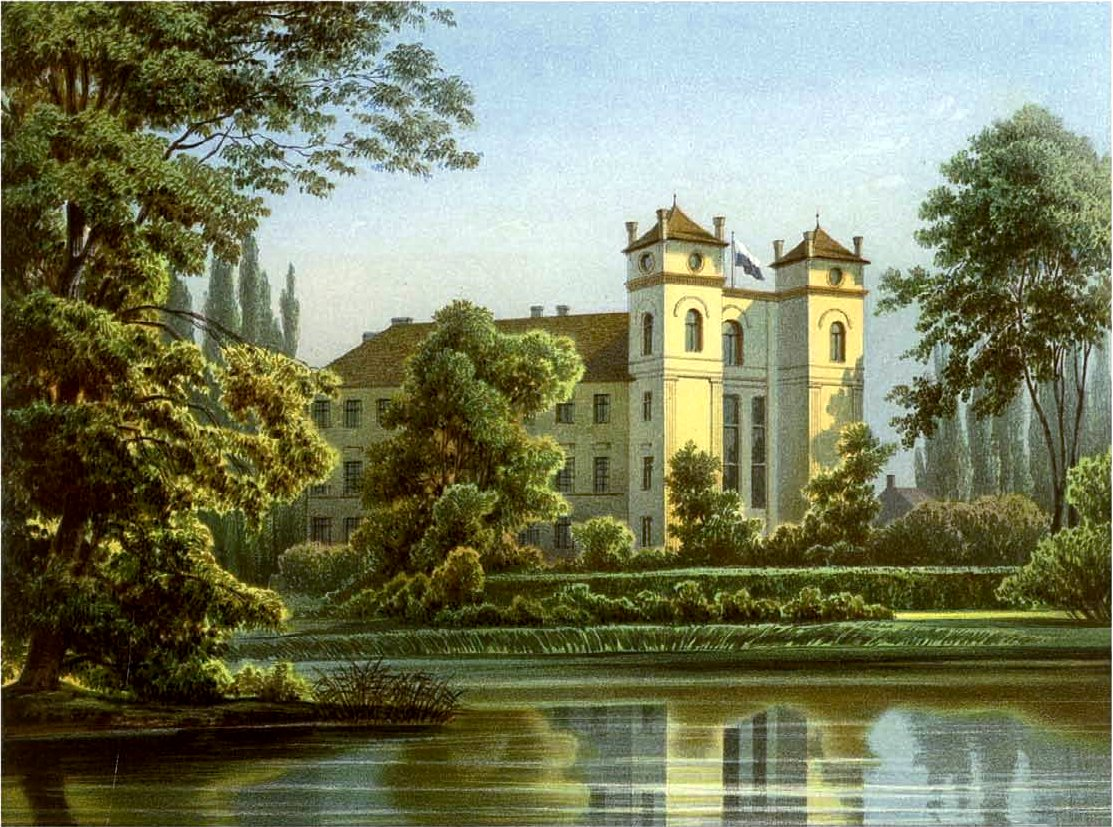
Schloss Lübbenau nach A. Duncker

Die Herrschaft Lübbenau war eine Standesherrschaft in der Niederlausitz.

## Geographische Lage
Das Gebiet der Herrschaft Lübbenau lag im Nordwesten der Niederlausitz. Das Amtsgebiet liegt heute in dem brandenburgischen Landkreis Oberspreewald-Lausitz.

## Geschichte
1315 war die erste urkundliche Erwähnung Lübbenaus als Herrschaft und Stadt. Zwischen 1505 und 1619 war Lübbenau im Besitz der Grafen von der Schulenburg. Elisabeth zu Lynar (Tochter von Christian Distelmeyer, Kanzler der Mark Brandenburg), die Witwe des Grafen Johann Casimir zu Lynar kaufte 1621 die Herrschaft Lübbenau. Somit war die Herrschaft Lübbenau über 300 Jahre im Besitztum der Grafen zu Lynar. Nach dem Tod seines Vaters Rochus Friedrich zu Lynar war Wilhelm Graf zu Lynar der letzte Besitzer der Herrschaft Lübbenau. Er beteiligte sich an dem Attentat vom 20. Juli 1944 gegen Adolf Hitler, indem er sein Schloss Seese für Treffen zur Verfügung stellte. Im Herbst 1944 wurde er in Berlin-Plötzensee hingerichtet und sein Besitz wurde enteignet. Nach dem Krieg ging die Herrschaft Lübbenau durch die Bodenreform der Sowjetischen Besatzungszone in Volkseigentum über. Gutsbetriebe, Wiesenflächen des Spreewaldes und Teile der Forste wurden an Neusiedler und Bauern vergeben.

## Zugehörige Orte
| - Bischdorf - Buckow - Boblitz - Boschwitz - Dubrau - Göritz - Groß Beuchow - Groß Klessow - Groß Lübbenau - Hindenberg - Kahnsdorf - Kleeden - Klein Beuchow | - Krimnitz - Koswig - Leipe - Mlode - Naundorf - Raddusch - Ragow - Rochusthal - Schönfeld - Seese - Stennewitz - Stottoff - Zerkwitz |

## Herren von Lübbenau
- ?–1315: Bodo von Ileburg
- 1315–?: Christian den Langen
- 1419–?: Nikolaus von Köckeritz
- 1456–1475: Kaspar von Kalkreuth
- 1475–1496: Peter und Georg von Polenz
- 1496–1505: Kaspar von Köckeritz
- 1505–1515: Werner von der Schulenburg
- 1515–1560: Jacob I. von der Schulenburg
- 1560: Georg V. von der Schulenburg (1513–1560)
- 1561–1594: Joachim II. von der Schulenburg (1522–1594)
- 1594–1600: Richard III. von der Schulenburg (1547–1600)
- 1600–1619: Joachim VII. von der Schulenburg (1574–1619)
- 1621–1652: Elisabeth zu Lynar (1582–1652)
- 1658–1664: Johann Siegmund zu Lynar (1616–1665)
- 1664–1686: Sigmund Casimir zu Lynar (1648–1686)
- 1686–1716: Friedrich Casimir zu Lynar (1673–1716)
- 1716–1768: Moritz Karl zu Lynar (1702–1768)
- 1768–1781: Rochus Friedrich zu Lynar (1708–1781)
- 1781–1784: Christian Ernst zu Lynar (1742–1784)
- 1784–1795: Rochus August zu Lynar (1773–1800)
- 1801–1878: Hermann Rochus zu Lynar (1797–1878)
- 1878–1914: Hermann Maximilian zu Lynar (1825–1914)
- 1914–1928: Rochus Friedrich zu Lynar (1857–1928)
- 1928–1944: Wilhelm Graf zu Lynar (1899–1944)